# Commissione Woodhead
La Commissione Woodhead (in inglese Woodhead Commission) nota ufficialmente come Commissione per la spartizione della Palestina, (in inglese Palestine Partition Commission) fu una commissione tecnica britannica che venne istituita per proporre uno schema di spartizione "dettagliato" per la Palestina mandataria, compresa la raccomandazione dei confini della spartizione e l'esame degli aspetti economici e finanziari del Piano Peel.
La Commissione fu nominata alla fine del febbraio 1938 e condusse le sue indagini da aprile ai primi di agosto 1938. Respinse il piano della Commissione Peel principalmente sulla base del fatto che richiedeva un grande trasferimento di arabi e prese in considerazione altri due piani. Preferì una modifica della spartizione, che avrebbe costituito una base di accordo soddisfacente, se il governo del Regno Unito avesse accettato "la notevole responsabilità finanziaria implicata", che riequilibrava il bilancio dello stato arabo. In questo piano, l’intera Galilea e un corridoio da Giaffa a Gerusalemme sarebbero rimaste sotto mandato britannico.
Pubblicò le sue conclusioni il 9 novembre 1938, dopo le quali il governo britannico respinse l'imminente spartizione della Palestina in quanto comportava insormontabili "difficoltà politiche, amministrative e finanziarie". La Gran Bretagna chiese una conferenza a Londra affinché tutte le parti interessate trovassero un compromesso.

## Panoramica

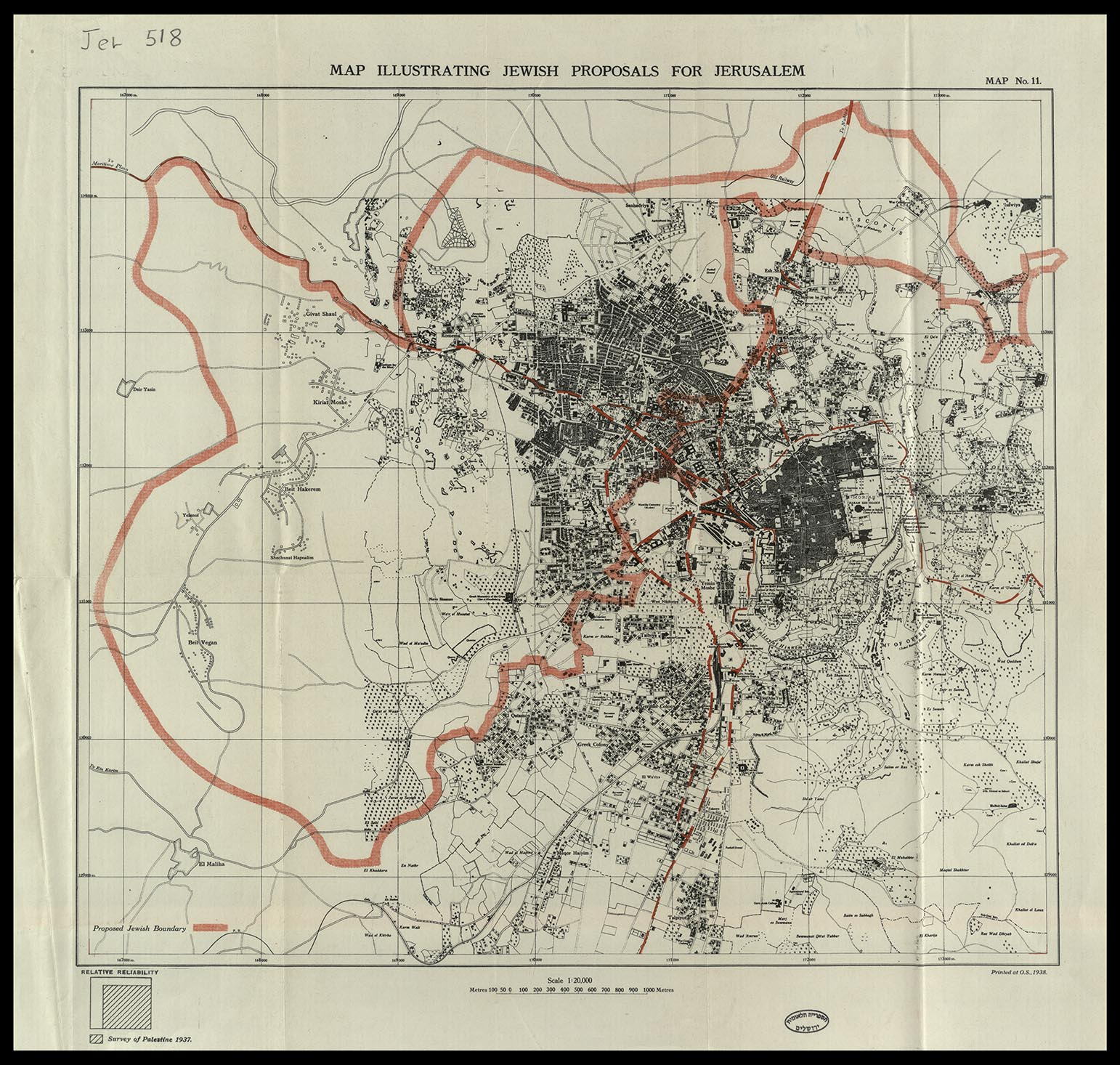
Mappa che illustra le proposte ebraiche per la spartizione di Gerusalemme, presentata alla Commissione Woodhead.

Gli arabi rinnovarono la rivolta dopo la pubblicazione del rapporto dellaCommissione Peel e il governo britannico, spaventato, votò segretamente contro la spartizione l'8 dicembre 1937. La commissione Woodhead fu nominata con il compito formale di attuare le proposte Peel ma nella realtà con lo scopo di seppellirle. La Commissione comprendeva Sir John Woodhead, ex amministratore civile in India, Sir Alison Russell, un avvocato, Percival Waterfield e Thomas Reid, anche loro dipendenti pubblici indiani. Essa fu incaricata di esaminare in dettaglio il piano della Commissione Peel, al fine di "raccomandare i confini per le aree arabe ed ebraiche proposte e le enclavi da mantenere permanentemente o temporaneamente sotto mandato britannico" e "per esaminare e riferire sulle questioni economiche e finanziarie coinvolte nella spartizione" sulla quale sarebbe state prese le decisioni." Tuttavia, la nomina della Commissione fu considerata dal Colonial Office come uno strumento per liberare la Gran Bretagna dai suoi obblighi nei confronti del piano di spartizione. In conformità con una decisione del gabinetto britannico, Woodhead fu segretamente informato che rientrava nell'autorità della commissione decidere che "non si poteva produrre alcun piano realizzabile". Sir George Rendel, capo del Dipartimento Orientale del Ministero degli Esteri, fece tutto il possibile affinché la Commissione giungesse alla "conclusione corretta", cercando di influenzare la scelta del personale e presentando alla Commissione il proprio memorandum come prova.
La Commissione trascorse più di tre mesi in Palestina, raccogliendo prove da testimoni in 55 sessioni. Nessun arabo si fece avanti per presentare prove, sebbene il re Abdullah della Transgiordania avesse scritto a Woodhead fornendo il sostegno alla spartizione e ricevendo la Commissione ad Amman.
La Commissione rilevò che uno Stato arabo autosufficiente poteva essere creato solo se avesse "compreso un gran numero di ebrei, i cui contributi alle entrate fiscali avrebbero consentito a quello stato di pareggiare il proprio bilancio". Poiché lo Stato arabo avrebbe avuto bisogno dei territori mandatari per l’agricoltura mentre lo Stato ebraico per l’industria, la Commissione propose un’unione doganale.
Nel loro rapporto esaminarono tre possibili modifiche alla proposta della Commissione Peel, che chiamarono Piani A, B e C. Questi piani proponevano la creazione di uno stato ebraico circondato da uno stato arabo più ampio e da una zona britannica. I tre piani erano i seguenti:

### Piano A

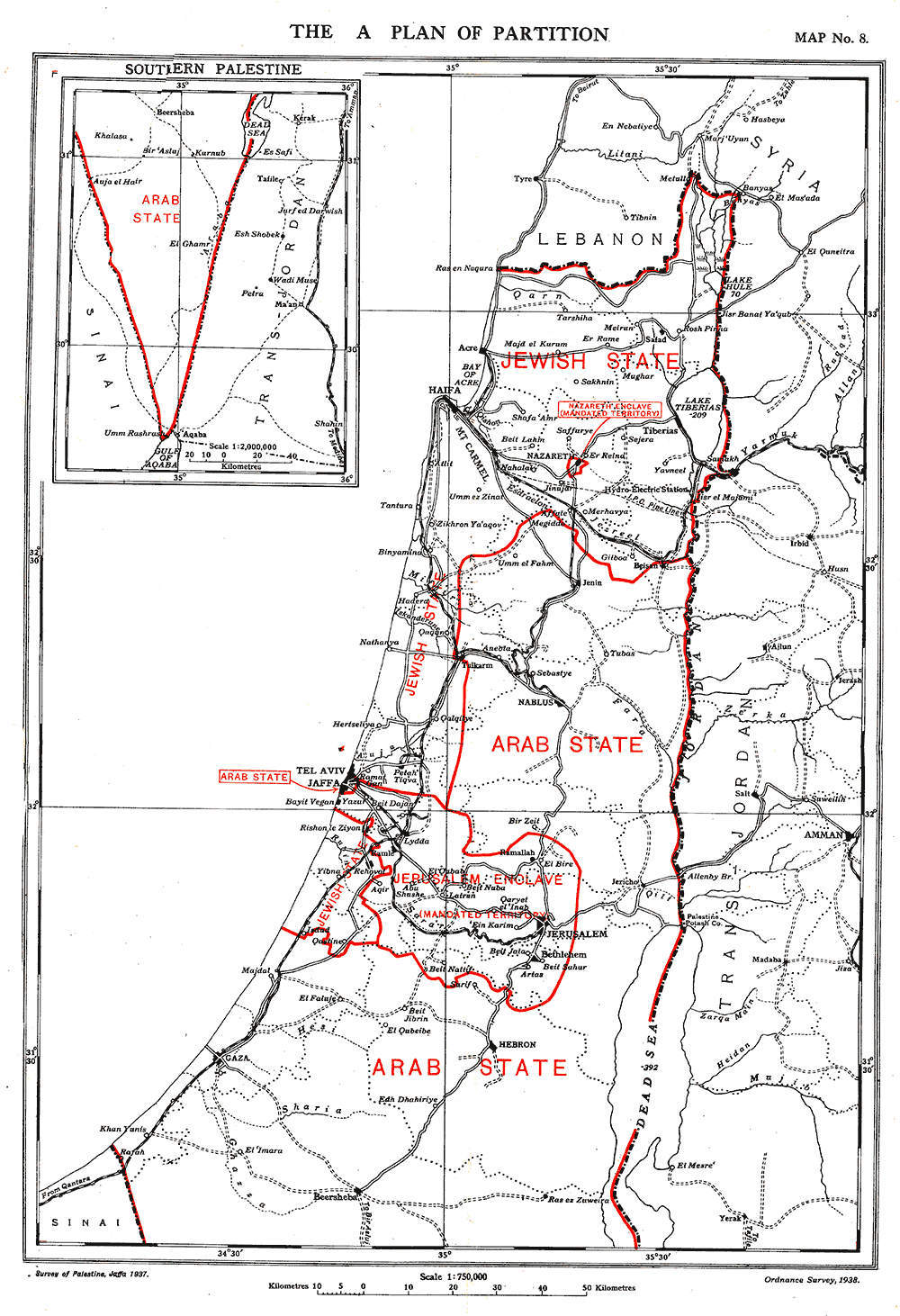
Commissione Woodhead, Piano A

Il Piano A, si basava sul Piano Peel, con i confini ridisegnati "più esattamente, prendendo come guida il loro contorno". Proponeva uno stato ebraico costiero, un corridoio sotto mandato britannico da Gerusalemme alla città costiera di Giaffa, e il resto della Palestina si fondeva con la Transgiordania in uno stato arabo. Giaffa (senza Tel Aviv) era inclusa nel corridoio mandatario del Piano Peel, ma nello stato arabo nel Piano A. Secondo il Piano A, si stimava che lo stato arabo avrebbe avuto 7.200 ebrei e 485.200 arabi, e lo stato ebraico 304.900 ebrei e 294.700 arabi.

### Piano B

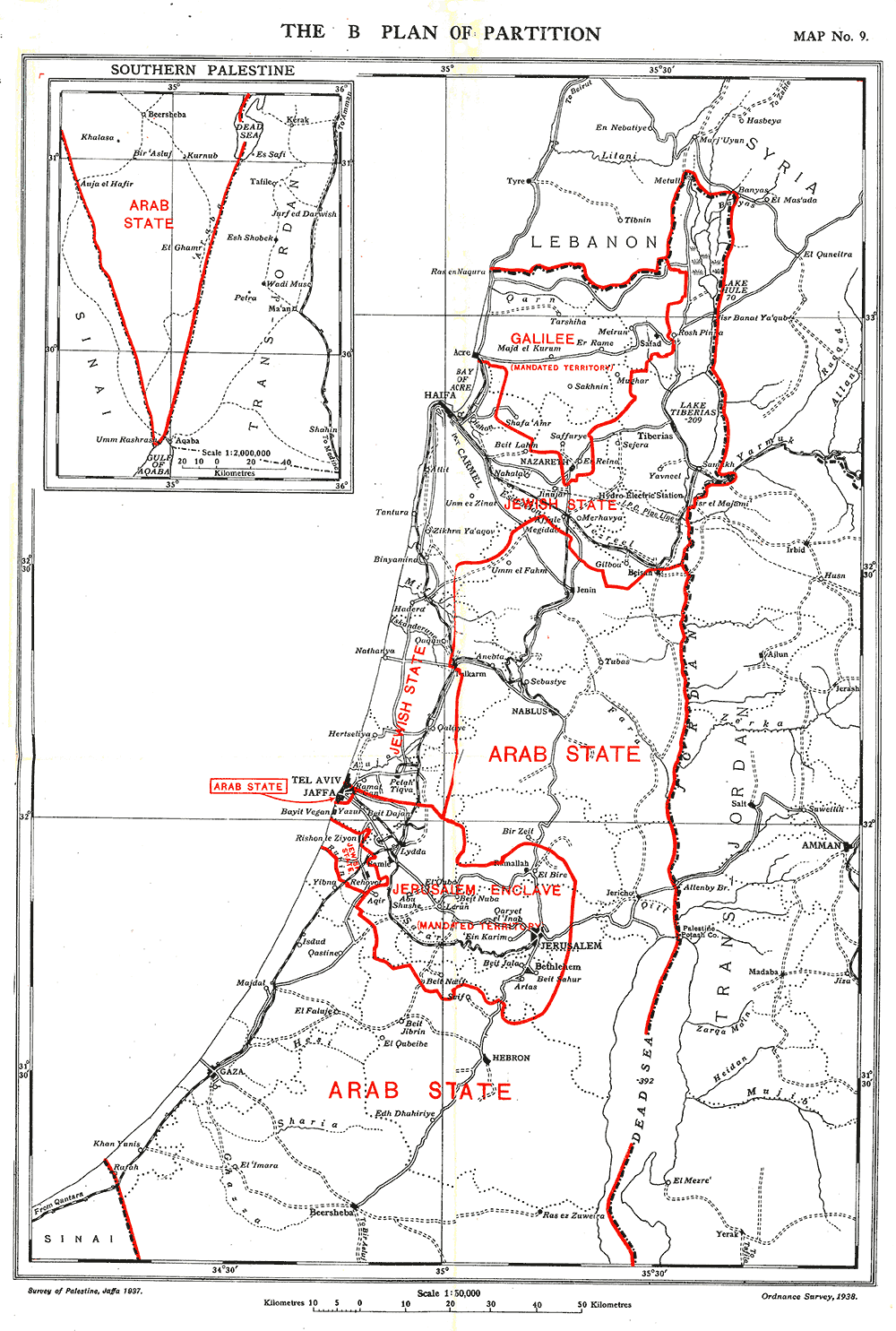
Commissione Woodhead, Piano B

Il Piano B era uguale al Piano A, tranne per il fatto che riduceva le dimensioni dello Stato ebraico aggiungendo la Galilea all’area sotto mandato permanente e la parte meridionale della regione a sud di Giaffa allo Stato arabo. Secondo il Piano B, lo Stato ebraico avrebbe avuto 300.400 ebrei e 188.400 arabi (50.000 nel distretto di Haifa ), mentre i 90.000 arabi e i 76.000 ebrei avrebbero continuato a vivere sotto il dominio britannico.

### Piano C

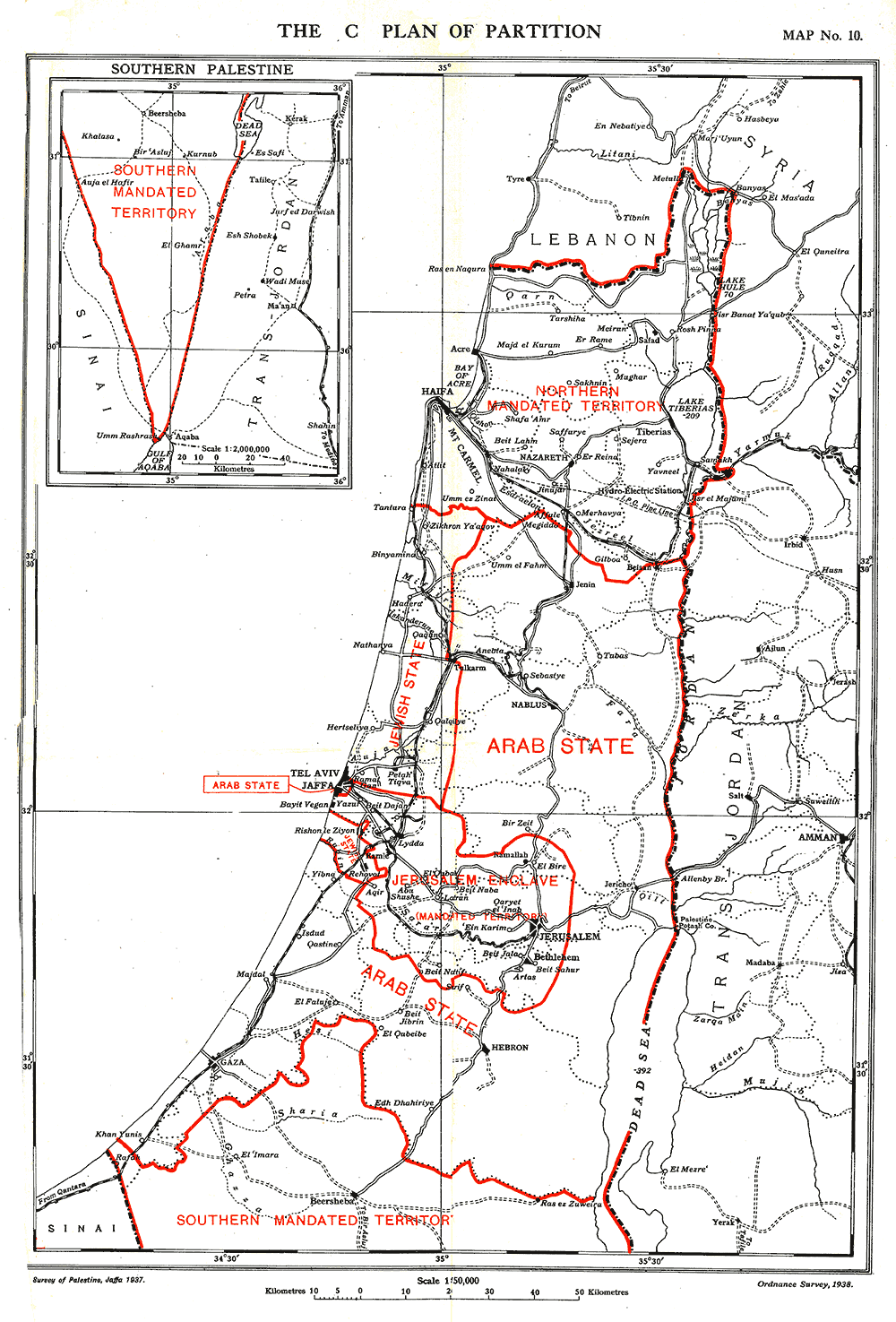
Commissione Woodhead, Piano C

Il Piano C rappresentava un’ulteriore variazione e avrebbe ridotto lo Stato ebraico alla regione costiera tra Zikhron Yaakov e Rehovot, ponendo al contempo la Palestina settentrionale, compresa la valle di Jezreel, e tutta la parte semiarida della Palestina meridionale, sotto un mandato separato da amministrare dai mandatari fino a quando le popolazioni arabe ed ebraiche non fossero riuscite a concordare la loro destinazione finale. Una caratteristica essenziale del piano era l'unione doganale dello Stato arabo, dello Stato ebraico e dei territori sotto il mandato.
Piano C consigliato:
- Uno stato ebraico di 1.258 km quadrati, diviso in due parti: la parte settentrionale sarebbe stata una fascia costiera di 15-20 km da Tel Aviv fino a sopra Zichron Ya'acov, e la parte meridionale sarebbe stata una regione più piccola che includeva Rehovot. La popolazione iniziale sarebbe stata di circa 226.000 ebrei e 54.400 arabi.
- Uno stato arabo di 7.393 km quadrati, costituito principalmente da un segmento che si avvicinava alle odierne Cisgiordania e Striscia di Gaza con un ampio corridoio che le collegasse. Lo Stato arabo avrebbe incluso anche la città di Giaffa. La popolazione iniziale sarebbe stata di 8.900 ebrei e 444.100 arabi.
- Tre territori sotto mandato sotto il controllo britannico: tutta la Galilea (popolazione iniziale 77.300 ebrei e 231.400 arabi), un'enclave che comprendeva Gerusalemme e Lidda (popolazione iniziale 80.100 ebrei e 211.400 arabi) e la regione del Negev a nord di Be'er Sheva (inizialmente 60.000 arabi).

## Conclusioni
Il rapporto della commissione fu pubblicato il 9 novembre 1938 e concluse che nessun piano di spartizione poteva essere elaborato entro i termini di riferimento che, secondo i membri della Commissione, avrebbero offerto molte speranze di successo, per un'eventuale istituzione di uno stato arabo e di uno ebraico, entrambi autosufficienti. Tuttavia, la commissione ideò possibili piani alternativi.
La commissione respinse il Piano A, che era l'interpretazione della Commissione del Piano Peel, principalmente sulla base del fatto che richiedeva un grande trasferimento di arabi per ridurre il numero di arabi nello stato ebraico proposto. Tuttavia, il governo britannico aveva già respinto la proposta di Peel di rendere obbligatorio il trasferimento e la Commissione riteneva che anche un trasferimento volontario non fosse previsto a causa del "profondo attaccamento alla terra" della popolazione araba. Inoltre, si prevedevano difficoltà di sviluppo per gli arabi. In secondo luogo, l'inclusione della Galilea nello Stato ebraico era considerata indesiderabile poiché la popolazione era "quasi interamente araba", e gli arabi che vivevano lì si sarebbero probabilmente opposti all'inclusione con la forza; tale opzione avrebbe creato inoltre un "problema di minoranza" che avrebbe minacciato la stabilità regionale.
Il Piano B era stato rifiutato ma un membro era favorevole. Il problema della Galilea fu considerato fatale per il Piano B. Includerla nello stato arabo avrebbe creato un grave problema di sicurezza per lo stato ebraico, mentre mantenerlo sotto mandato a tempo indeterminato avrebbe privato la numerosa popolazione araba del suo diritto all’indipendenza. Grossi problemi furono riscontrati anche con la disposizione di Haifa, la cui popolazione era circa metà ebraica, e della parte della Palestina che andava da Haifa a Beisan e poi a nord fino alla frontiera.
La commissione preferì il Piano C. Questo piano costituiva una modifica della spartizione, che avrebbe costituito una base di soluzione soddisfacente se il Regno Unito fosse stato disposto a fornire un'assistenza sufficiente per consentire allo Stato arabo di pareggiare il proprio bilancio. In questo piano, l’intera Galilea e un corridoio da Giaffa a Gerusalemme sarebbe rimasto sotto mandato britannico.
Due membri della Commissione aggiunsero inoltre delle note di riserva. Russell sostenne che il Piano B era preferito al Piano C, essendo più in accordo con il piano della Commissione Peel, più propenso a garantire la pace e infine più equo e pratico. Reid sostenne che tutti e tre i piani erano gravemente imperfetti.

### Economia e finanza
La Commissione dichiarò inoltre che sussistevano delle difficoltà finanziarie ed economiche di natura tale che non potevano essere superate in alcun modo "nell'ambito delle loro competenze". Rilevò che non fosse possibile, secondo i loro termini di riferimento, "raccomandare confini che offrissero una prospettiva ragionevole dell'eventuale creazione di uno Stato arabo autosufficiente". Questa conclusione era, a loro avviso, ugualmente valida sotto il piano C, il piano B e qualsiasi altro piano di spartizione che non comportava l’inclusione nello Stato arabo di un’area contenente un gran numero di ebrei, "i cui contributi alle entrate fiscali avrebbero permesso da soli a quello Stato di pareggiare il proprio bilancio”. Suggerirono che non venisse concessa l’indipendenza fiscale ai due stati, e sarebbe stato il governo britannico ad accettare “la considerevole responsabilità finanziaria” e di fornitura di un'assistenza sufficiente per consentire allo Stato arabo di pareggiare il proprio bilancio.
In un resoconto pubblicate delle sue ricerche, Woodhead identificò due ragioni per l’impossibilità finanziaria di uno stato arabo. In primo luogo, i cittadini ebrei della Palestina versavano contributi fiscali pro capite molto più elevati rispetto agli arabi, ma qualsiasi spartizione fattibile avrebbe lasciato pochi ebrei nello stato arabo. In secondo luogo, la maggior parte della ricchezza araba si trovava nei luoghi che sarebbero diventati parte dello stato ebraico a causa della loro numerosa popolazione ebraica. Ad esempio, sebbene arabi ed ebrei avessero all’incirca la stessa quantità di terra coltivata ad agrumi, meno di un terzo del possedimento arabo si sarebbe trovato nello stato arabo.
La Commissione propose una forma modificata di spartizione chiamata "federalismo economico" in cui i due Stati sarebbero entrati in un'unione doganale con i territori rimasti sotto mandato, lasciando alle autorità mandatarie il compito di determinare una politica fiscale. Secondo il rapporto: "Le entrate doganali verrebbero riscosse dal Mandatario, e l'eccedenza netta dopo aver soddisfatto alcune spese comuni sarebbe distribuita tra le tre aree secondo una formula concordata, soggetta a revisione periodica... La Commissione suggerisce che inizialmente la quota di ciascuna area dovrebbe essere un terzo... Per consentire allo Stato arabo di pareggiare il proprio bilancio senza sottoporlo a controllo finanziario esterno, dovrebbe ricevere una quota supplementare dalla quota dei territori sotto mandato, a condizioni che gli diano diritto a partecipazione all’espansione delle entrate doganali derivante dall’aumento della prosperità nel resto della Palestina. Tale accordo potrebbe essere esteso, se lo si desidera, alle comunicazioni interne (ferrovie, poste e telegrafi), eliminando così alcune ovvie difficoltà amministrative conseguenti alla spartizione. Anche se questo accordo priva l'autonomia fiscale degli Stati arabi ed ebrei, sembra alla Commissione, fatte salve alcune riserve, che costituisca una base soddisfacente per la soluzione, a condizione che il governo di Sua Maestà sia disposto ad accettare la considerevole responsabilità finanziaria coinvolta", al fine di bilanciare il bilancio dello Stato arabo.

## Critica
L'ex segretario coloniale Leo Amery sostenne che la spartizione era stata respinta "per le ragioni sbagliate". Affermò che il Piano Peel basava la sua proposta su aree in cui "ebrei e arabi erano già preponderanti", mentre l'adempimento del mandato richiedeva di fornire agli ebrei un territorio sufficiente per un'immigrazione sostanziale. Il tentativo della Commissione Woodhead di includere il minor numero di arabi nelle aree ebraiche e viceversa portò a piani non realizzabili. Inoltre, l’implicazione era che uno stato arabo autosufficiente doveva “continuare a godere di quelle comodità che le imprese e la tassazione ebraiche avevano portato alla Palestina indivisibile”. Secondo Amery, con tali presupposti non sarebbe stato possibile attuare alcun piano.

## Conseguenze
Il rapporto della Commissione Woodhead fu presentato al Parlamento e pubblicato il 9 novembre 1938. Di conseguenza, il governo rilasciò una dichiarazione politica secondo cui le difficoltà politiche, amministrative e finanziarie implicate nella proposta di creare uno Stato arabo e uno ebraico indipendenti all'interno della Palestina erano così grandi che tale soluzione al problema fosse "impraticabile".
Il dirigente dell'Agenzia Ebraica rispose che il rapporto Woodhead non poteva "servire come base per alcun negoziato, né tra ebrei e arabi, né tra l'Agenzia Ebraica e il governo [britannico]".
Nonostante l'annuncio della Gran Bretagna che il piano fosse impraticabile, suggeriva che un accordo arabo-ebraico potesse ancora essere possibile. Nel 1939 il governo britannico invitò gli arabi palestinesi, gli stati arabi vicini e l'Agenzia ebraica a Londra per partecipare a un terzo tentativo di risolvere la crisi, la Conferenza di St. James. Le raccomandazioni furono infine respinte sia dagli ebrei che dagli arabi.